# حسن البدراوى
المستشار الدكتور/ حسن عبد المنعم البدراوي مساعد وزير العدل لشئون التشريع ونائب رئيس محكمة النقض ونائب رئيس المحكمة الدستورية العليا السابق، ويعتبر واحدا من رجالات القانون البارزين في القانون الدستوري وفي قانون الملكية الفكرية. وعمه كان الأستاذ الكبير العلامة الدكتور عبد المنعم البدراوي (1918-2006) وهو من أعظم فقهاء القانون المدني في العالم العربي ومؤسس جامعة المنصورة وأول رئيس لها. 
والمستشار الدكتور حسن البدراوي يعد من الخبراء المصريين البارزين لدى المنظمة العالمية للملكية الفكرية (ويبو) وانتخب رئيسا للدورة الرابعة للجنة الاستشارية لإنفاذ حقوق الملكية الفكرية بالمنظمة العالمية للملكية الفكرية في عام 2007. وهو ممثل وزارة العدل في المؤتمرات الدبلوماسية بالمنظمة ومقرر عام قانون الملكية الفكرية، وقانون المنافسة ومنع الاحتكار، وقانون حماية المستهلك بوزارة العدل، فضلا عن المشاركة مع وزارة التجارة والصناعة وغيرها من الوزارات المعنية في إعداد اللوائح التنفيذية لهذه القوانين.

## التدرج الوظيفي
حصل على الدكتوراه في القانون العام جامعة الإسكندرية مع جامعة باريس 2 عام 1992 عن رسالته (الأحزاب السياسية والحريات العامة) تحت إشراف الأستاذ الدكتور/ ماجد راغب الحلو ونشرت لدى دار المطبوعات الجامعية.
جمع بين العمل بإدارة التشريع بوزارة العدل والعمل بمحكمة النقض (الدائرة التجارية) حتي أصبح مساعدا لوزير العدل لشئون مجلسي الشعب والشوري في عهد المستشار ممدوح مرعي وزير العدل السابق، ثم تم اختياره من قبل الجمعية العمومية للمحكمة الدستورية العليا ليكون نائبا لرئيس المحكمة (13/6/2010-27/12/2012).
صاحب أبحاث عديدة في مجال الملكية الفكرية مطروحة على موقع المنظمة العالمية للملكية الفكرية على شبكة الإنترنت.

## الفقيه الدستوري
يعتبر المستشار حسن البدراوي من الفقهاء البارزين في القانون الدستوري حيث طالب منذ أكثر من عشرين عاما بدستور جديد. 
في 14 فبراير 2011، دعاه المجلس الأعلى للقوات المسلحة للمشاركة في لجنة التعديلات الدستورية المصرية 2011.
ويذكر أن المستشار البدراوي شارك في وضع الإعلان الدستوري في مصر 2013 الصادر في ظل المستشار عدلي منصور رئيس الجمهورية المؤقت وكل من المستشار علي عوض صالح مستشار الرئيس المؤقت للشؤون الدستورية، والمستشار حاتم بجاتو وزير الشؤون النيابية المستقيل.
وقد اجتمعوا وتوافقوا القضاة لترشيح ممثليهم في لجنة الخمسين المنوط بها كتابة الدستور الجديد وانتهوا الي ترشيح المستشار الدكتور حسن البدراوي نائب رئيس محكمة النقض لتمثيلهم في لجنة الخمسين.

## نائب رئيس محكمة النقض
كان الدكتور/ حسن البدراوى قد فوجئ بعد إقصائه من المحكمة الدستورية بسبب تعديل الدستور (2012) والعودة إلى الوظيفة التي كان يشغلها قبل توليه منصب نائب رئيس المحكمة الدستورية العليا برفض الجهات المعنية بعودته إلى محكمة النقض مرة أخرى، مما اضطره إلى رفع دعوة قضائية والتي حصل فيها على حكم والعودة إلى منصبة كنائب رئيس محكمة النقض، وقام بتسليم هذا القرار والصيغة التنفيذية له إلى رئيس مجلس القضاء الأعلى الذي أرسل القرار بالعودة إلى رئاسة الجمهورية.
صرح على عوض المستشار الدستورى للرئيس أن المستشار عدلى منصور رئيس الجمهورية المؤقت اعتمد قرار عودة المستشار حسن بدراوى نائباً لمحكمة النقض بعد حصوله على حكم قضائى بأحقيته في العودة إلى منصبة  بعد إقصائه من المحكمة الدستورية بسبب دستور 2012.

## الترشيح لتولى وزارة العدل
المستشار حسن البدراوي كان من اقوى المرشحين لشغل حقيبة العدل في حكومة الدكتور حازم الببلاوى ولكنه اعتذر عن عدم تولى منصب وزير العدل. 
وقال «المستشار البدراوى»، في رسالة إلى «المصرى اليوم»: «تردد في الآونة الأخيرة على المواقع الإخبارية والصحف والقنوات الفضائية اسمى مرشحاً لتولى حقيبة العدل». وأوضح: «لم أطلب من أي جهة أو أسعى لدى أي شخص لكى أنال هذا الترشح، فرجل القضاء الذي تربى في البيت القضائى العريق وتشرب قيمه وتمثلها لا يسعى وإنما يُسعى إليه». وأضاف: «إننى تلقيت سيلاً لا ينقطع من المحادثات التليفونية، سواء من الزملاء قضاة مصر الأجلاء أو من شخصيات عامة، بل وآحاد الناس من مهن مختلفة يناشدوننى ألا أرفض هذا الترشيح، بمقولة إن الوطن يحتاج إلى جهد من يستطيع، وإن الظرف الحالى الذي تمر به البلاد يتطلب تلبية النداء». 
وتابع «البدراوى»: «إننى إذ أشكر الثقة الغالية، إلا أننى أرغب أن أكون جزءاً من الحل وليس جزءاً من المشكلة، فإزاء تعثر اختيار مرشح بعينه لشغل هذا الموقع الرفيع، فإننى أؤكد أننى لا أرغب على وجه الإطلاق في أن أستمر في حلبة السباق، وإننى أعتذر نهائياً عن عدم تولى هذا المنصب». وقال: «إن عزوفى عن الاستمرار في حلبة السباق لا يعنى انسحابى من المشهد العام للوطن، بل إننى أضع نفسى وما اكتسبته من علم وخبرة تحت تصرف رئاسة الدولة، ومن سوف يقع عليه عبء إدارة وزارة العدل في هذا الظرف التاريخى الحرج».

## تقديم كتب لآخرين
- ياسر عمر أمين أبو النصر، موسوعة ˮ الجـامـع اليـاســر في حق المؤلـف وقانـون سـوق الفـن في مصـر وفرنسـا‟، الجزء الأول، دراسة تحليلية وتأصيلية للنظام القانوني للأعمال الفنية (مصنفات الفنون الجميلة والفن المعاصر) في ضوء القانون المدني وقانون حق المؤلف، دار النهضة العربية، القاهرة، الطبعة الأولى 2013، 957 صفحة.
- ياسر عمر أمين أبو النصر، الذاكرة المفقودة لتاريخ قانون حق المؤلف المصري: الفقهـاء لينان دو بلفون وبوبيكوفيـه وبيـولا كازيـلـي، دار النهضة العربية، القاهرة، الطبعة الأولى 2014، 602 صفحة.

## مقالات عنه
- ياسر عمر أمين أبو النصر، ”حسن البدراوي... جماليات العراقة وفن التشريع“، المجلة الشهرية "المجلة"، الصادرة عن الهيئة المصرية العامة للكتاب، مارس 2015، العدد الرابع والثلاثون، (باب "صورة قلمية")، ص 64-67.

## ثبت المراجع
1. ↑  راجع لمزيد من التفصيل حول بورتريه المستشار حسن البدراوي: مقال ياسر عمر أمين أبو النصر، ”حسن البدراوي... جماليات العراقة وفن التشريع“، المجلة الشهرية "المجلة"، الصادرة عن الهيئة المصرية العامة للكتاب، مارس 2015، العدد الرابع والثلاثون، (باب "صورة قلمية")، ص 64-67.
2. ↑  القضاة يرشحون "البدراوى" و"سعد الدين" لتمثيلهم في لجنة الخمسين، جريدة اليوم السابع، 26 أغسطس 2013
3. ↑  قرار جمهوري بإعادة تعيين المستشار «بدراوي» نائبًا لرئيس محكمة النقض، جريدة الشروق، 12 أغسطس 2013
4. ↑  المستشار حسن البدراوي أقوى المرشحين لوزارة العدل، جريدة صدى البلد، 11 يوليو 2013
5. ↑  المستشار حسن البدراوي يعتذر نهائياً عن عدم تولى وزارة العدل في حكومة «الببلاوي، جريدة المصري اليوم 18 يوليو 2013